# Marco Friedl
Marco Friedl (Kirchbichl, 16 marzo 1998) è un calciatore austriaco, difensore e capitano del Werder Brema.

## Caratteristiche tecniche
Ha iniziato a giocare come attaccante, venendo poi spostato nel ruolo di terzino nelle giovanili del Bayern Monaco. È un esterno difensivo, mancino di piede, veloce e dotato di una buona tecnica individuale, capace di giocare anche da ala; per le sue caratteristiche è stato paragonato al connazionale David Alaba.

## Carriera

### Club
Cresciuto nel settore giovanile del Bayern Monaco, ha firmato il primo contratto professionistico il 14 marzo 2017, legandosi al club bavarese fino al 2021. Ha esordito in prima squadra il 22 novembre, in occasione della partita di Champions League vinta per 1-2 contro l'Anderlecht. Il 25 gennaio 2018 viene ceduto in prestito per un anno e mezzo al Werder Brema.

### Nazionale
Ha partecipato agli Europei Under-21 del 2019; nel 2020 ha invece esordito nella nazionale maggiore austriaca.

## Statistiche

### Presenze e reti nei club
Statistiche aggiornate al 17 maggio 2021.
| Stagione                | Squadra                 | Campionato              | Campionato | Campionato | Coppe nazionali | Coppe nazionali | Coppe nazionali | Coppe continentali | Coppe continentali | Coppe continentali | Altre coppe | Altre coppe | Altre coppe | Totale | Totale |
| Stagione                | Squadra                 | Comp                    | Pres       | Reti       | Comp            | Pres            | Reti            | Comp               | Pres               | Reti               | Comp        | Pres        | Reti        | Pres   | Reti   |
| ----------------------- | ----------------------- | ----------------------- | ---------- | ---------- | --------------- | --------------- | --------------- | ------------------ | ------------------ | ------------------ | ----------- | ----------- | ----------- | ------ | ------ |
| 2015-2016               | Bayern Monaco II        | RL                      | 4          | 0          | -               | -               | -               | -                  | -                  | -                  | -           | -           | -           | 4      | 0      |
| 2017-gen. 2018          | Bayern Monaco II        | RL                      | 10         | 1          | -               | -               | -               | -                  | -                  | -                  | -           | -           | -           | 10     | 1      |
| Totale Bayern Monaco II | Totale Bayern Monaco II | Totale Bayern Monaco II | 14         | 1          |                 | -               | -               |                    | -                  | -                  |             | -           | -           | 14     | 1      |
| 2017-gen. 2018          | Bayern Monaco           | BL                      | 1          | 0          | CG              | 0               | 0               | UCL                | 1                  | 0                  | SG          | 0           | 0           | 2      | 0      |
| gen.-giu. 2018          | Werder Brema            | BL                      | 9          | 0          | CG              | -               | -               | -                  | -                  | -                  | -           | -           | -           | 9      | 0      |
| 2018-2019               | Werder Brema            | BL                      | 7          | 0          | CG              | 2               | 0               | -                  | -                  | -                  | -           | -           | -           | 9      | 0      |
| 2019-2020               | Werder Brema            | BL                      | 29         | 1          | CG              | 3               | 1               | -                  | -                  | -                  | -           | -           | -           | 32     | 2      |
| 2020-2021               | Werder Brema            | BL                      | 32         | 0          | CG              | 2               | 0               | -                  | -                  | -                  | -           | -           | -           | 34     | 0      |
| Totale Werder Brema     | Totale Werder Brema     | Totale Werder Brema     | 77         | 1          |                 | 7               | 1               |                    | -                  | -                  |             | -           | -           | 84     | 2      |
| Totale carriera         | Totale carriera         | Totale carriera         | 92         | 2          |                 | 7               | 1               |                    | 1                  | 0                  |             | 0           | 0           | 100    | 3      |

### Cronologia presenze e reti in nazionale
| Cronologia completa delle presenze e delle reti in nazionale ― Austria | Cronologia completa delle presenze e delle reti in nazionale ― Austria | Cronologia completa delle presenze e delle reti in nazionale ― Austria | Cronologia completa delle presenze e delle reti in nazionale ― Austria | Cronologia completa delle presenze e delle reti in nazionale ― Austria | Cronologia completa delle presenze e delle reti in nazionale ― Austria | Cronologia completa delle presenze e delle reti in nazionale ― Austria | Cronologia completa delle presenze e delle reti in nazionale ― Austria |
| Data                                                                   | Città                                                                  | In casa                                                                | Risultato                                                              | Ospiti                                                                 | Competizione                                                           | Reti                                                                   | Note                                                                   |
| ---------------------------------------------------------------------- | ---------------------------------------------------------------------- | ---------------------------------------------------------------------- | ---------------------------------------------------------------------- | ---------------------------------------------------------------------- | ---------------------------------------------------------------------- | ---------------------------------------------------------------------- | ---------------------------------------------------------------------- |
| 7-10-2020                                                              | Klagenfurt am Wörthersee                                               | Austria                                                                | 2 – 1                                                                  | Grecia                                                                 | Amichevole                                                             | -                                                                      |                                                                        |
| 31-3-2021                                                              | Vienna                                                                 | Austria                                                                | 0 – 4                                                                  | Danimarca                                                              | Qual. Mondiali 2022                                                    | -                                                                      | 82’                                                                    |
| 2-6-2021                                                               | Middlesbrough                                                          | Inghilterra                                                            | 1 – 0                                                                  | Austria                                                                | Amichevole                                                             | -                                                                      |                                                                        |
| 3-6-2022                                                               | Osijek                                                                 | Croazia                                                                | 0 – 3                                                                  | Austria                                                                | UEFA Nations League 2022-2023 - 1º turno                               | -                                                                      | 77’                                                                    |
| 6-6-2022                                                               | Vienna                                                                 | Austria                                                                | 1 – 2                                                                  | Danimarca                                                              | UEFA Nations League 2022-2023 - 1º turno                               | -                                                                      | 78’                                                                    |
| 10-6-2025                                                              | Serravalle                                                             | San Marino                                                             | 0 – 4                                                                  | Austria                                                                | Qual. Mondiali 2026                                                    | -                                                                      |                                                                        |
| Totale                                                                 |                                                                        | Presenze                                                               | 6                                                                      |                                                                        | Reti                                                                   | 0                                                                      |                                                                        |

## Palmarès

### Club

#### Competizioni nazionali
- Supercoppa di Germania: 1

Bayern Monaco: 2017